# Mariine, Hlobîne
Mariine (în ucraineană Мар'їне) este un sat în comuna Oprîșkî din raionul Hlobîne, regiunea Poltava, Ucraina.

## Demografie
Componența lingvistică a localității Mariine
     Ucraineană (91,3%)
     Rusă (8,7%)
Conform recensământului din 2001, majoritatea populației localității Mariine era vorbitoare de ucraineană (91,3%), existând în minoritate și vorbitori de rusă (8,7%).